# Peter Mengede
Peter Mengede (Brisbane, 1962) è un chitarrista statunitense.
Ha suonato nel gruppo alternative metal Helmet, essendone tra l'altro uno dei membri fondatori, e dopo aver abbandonato gli Helmet nel 1993, ha formato gli Handsome, insieme a ex componenti di Quicksand, Cro-Mags e Murphy's Law.
Nel 1989 forma insieme a Page Hamilton (voce, chitarra), Henry Bogdan (basso) e John Stanier (batteria) gli Helmet, con il quale inciderà due album, precisamente Strap It On del 1990 e Meantime del 1992. Compare anche nelle compilation Born Annoying del 1995 e Unsung: The Best of Helmet (1991-1997) del 2004.
Dopo la separazione dagli Helmet avvenuta nel febbraio 1993, nell'estate dello stesso anno dà vita agli Handsome, inizialmente nati per essere un progetto solista, ma che con l'andare del tempo ha riunito ex componenti di diversi gruppi, come Tom Capone, chitarrista nei Quicksand, Pete Hines, batterista nei Cro-Mags e nei Murphy's Law, il bassista Eddie Nappi ed il cantante Jeremy Chatelain (ex Iceburn, successivamente anche negli Helmet). Con gli Handsome, Mengede pubblica un solo album, Handsome nel 1997. La band si scioglierà nel 1998.
Dopo quindici anni di permanenza a New York, Mengede nel 2001 è ritornato a vivere in Australia.

## Discografia

### Con gli Helmet
- 1990 - Strap It On
- 1992 - Meantime
- 1995 - Born Annoying (compilation)
- 2004 - Unsung: The Best of Helmet (1991-1997)

### Con gli Handsome
- 1997 - Handsome